# Cascades Victòria
Les cascades Victòria (en anglès Victoria Falls) són un dels salts d'aigua més espectaculars del món. Estan situades al riu Zambezi,que en aquest punt marca la frontera entre Zàmbia –prop de la ciutat de Livingstone– i Zimbàbue. El riu, en precipitar-se per la cascada, té una amplària d'uns 1.700 m, per la qual cosa aquestes cascades són les més amples del món; pel que fa a l'alçària, el Zambezi hi salta per un desnivell de 128 m. Les cascades Victòria conformen un panorama ben notable a causa de la seva disposició particular: s'estimben a través d'una llarga falla de l'altiplà per on corria el riu, el qual continua el seu curs per un estret congost. També es poden contemplar des del davant mateix de la bretxa oberta en el terreny, a tan sols 30 metres de distància.
David Livingstone, explorador escocès, fou el primer europeu que va observar les cascades el 1855 i les va anomenar en honor de la reina Victòria, si bé la població local les coneixia com a Mosi-oa-Tunya, 'la fumera que retruny'. La ciutat zambiana veïna porta precisament el nom de l'explorador. Al voltant de les cascades, s'han creat dos parcs nacionals, el Parc Nacional Mosi-oa-Tunya a Zàmbia i el Parc Nacional Cascades Victòria a Zimbàbue, i actualment són una de les principals destinacions turístiques de l'Àfrica austral.
Un bon nombre d'illots basàltics propers al caire del precipici divideixen el corrent del riu en un seguit de quatre saltants diferents. La broma i el soroll sord que produeixen són perceptibles a una distància de 40 quilòmetres. Al llarg dels segles, el davant de la cascada ha anat retrocedint en direcció oposada al corrent, a causa de l'erosió fluvial. Aigües avall de la cascada, el riu s'engorja per diferents indrets en tot de congosts escarpats que discorren en ziga-zaga.
L'anomenada Caldera (en anglès Boiling Pot), que és l'inici d'una impressionant sèrie de gorges (de 80 km de llarg) a través de les quals discorre el Zambezi després de les cascades, és creuada per un pont de ferrocarril de 250 metres de llarg, a 125 metres per damunt de les aigües. Aquest és un dels tan sols quatre ponts que travessen el riu. És conegut per la pràctica del salt de pont. A les gorges de més avall, s'hi practica un altre esport d'aventura, el ràfting.
Durant l'estació de pluges, el riu pot transportar uns 9.100 m³ d'aigua per segon. Durant l'estació seca, però, les cascades es poden veure ocasionalment reduïdes en alguns dels seus saltants i desaparèixer el retruny i la boirina que produeixen en caure, ja que el cabal pot descendir fins als 350 m³ per segon.
Les cascades Victòria formen part del Patrimoni de la Humanitat de la UNESCO.
A causa de la sequera que patia la zona, la pitjor des de feia un segle, el desembre de 2019 el cabalós riu Zambezi i les espectaculars cascades Victòria van quedar sota mínims, i l'habitual caiguda d'aigua des de més de 100 metres de desnivell va reduir-se a un rajolí en alguns punts, oferint una imatge de desolació en el moment en què la regió entrava en l'estació de pluges. Tot i que aquestes encara havien d'arribar, els nivells d'aigua a les cascades s'havien reduït al seu nivell més baix en els darrers 25 anys, i el cabal mitjà havia decrescut un 50%, repercutint negativament en les granges locals i el subministrament d'energia, entre d'altres. L'Autoritat del Riu Zambezi va assegurar que aquest no tenia el cabal tan baix des del 1995, molt per sota de la mitjana històrica, i fins i tot Edgar Chagwa Lungu, el president de Zàmbia, va parlar de "recordatori cru del que provoca el canvi climàtic", malgrat la prudència dels científics a l'hora de trobar-hi una única causa, ja que les sequeres són recurrents en aquella zona. Tot i així, hi ha avisos que podria arribar a assecar-se si no es prenen mesures urgents per tal d'evitar-ho.